# San Andrés (Ávila)

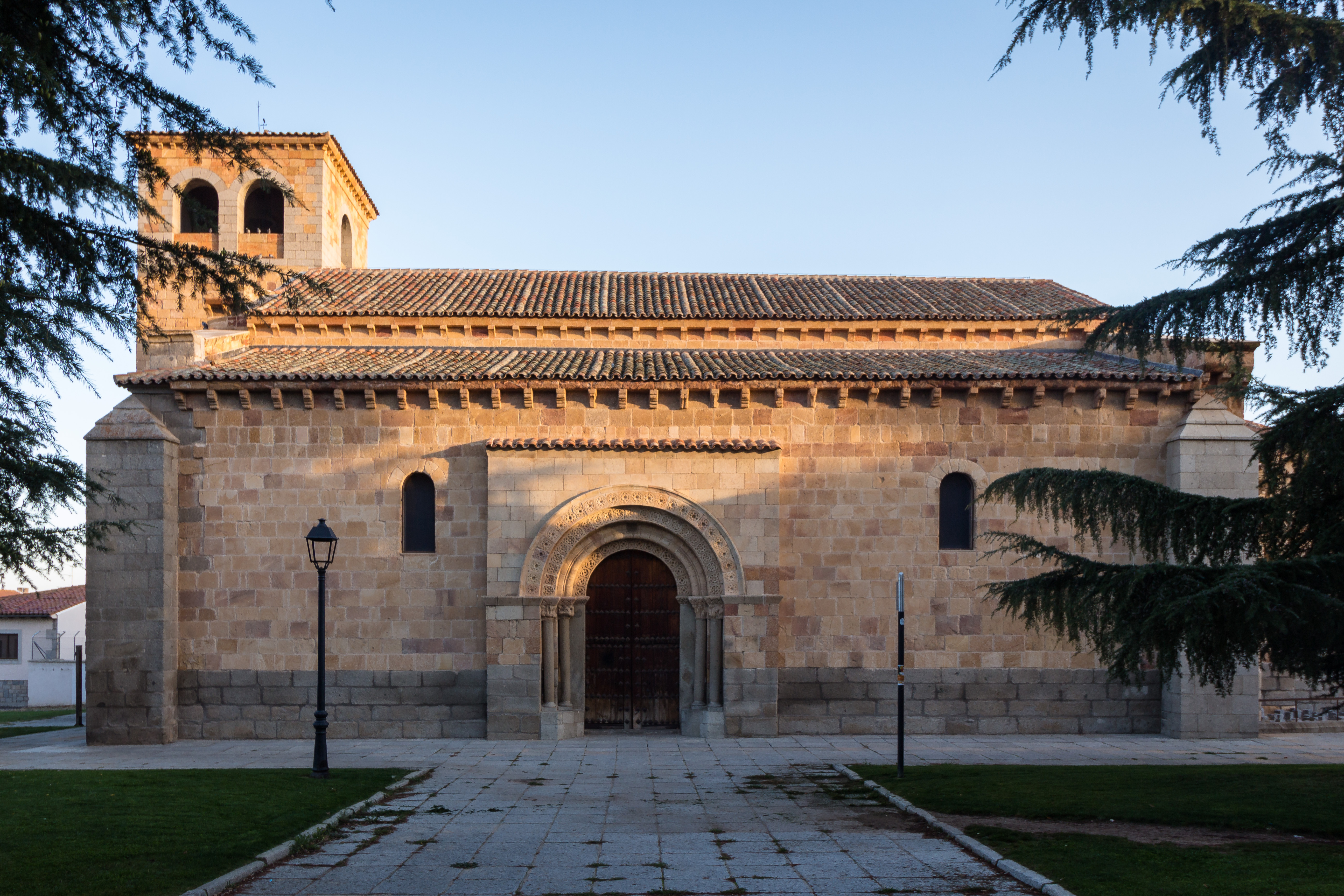
Kirche San Andrés

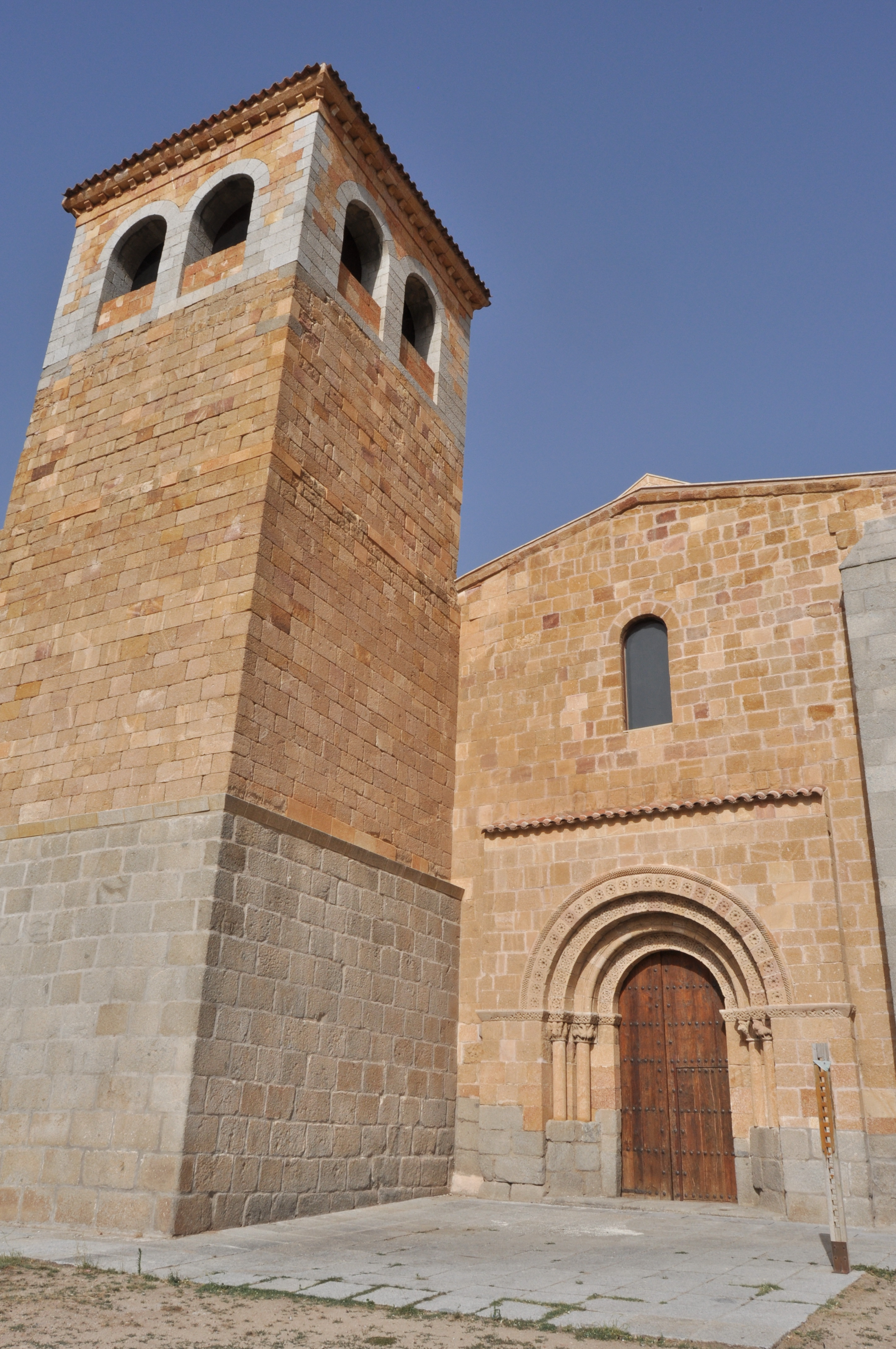
Westfassade mit Turm und Portal

Die römisch-katholische Kirche San Andrés in Ávila, der Hauptstadt der gleichnamigen Provinz in der spanischen Autonomen Gemeinschaft Kastilien und León, gilt als das älteste romanische Kirchengebäude der Stadt. Die Kirche wurde vermutlich Ende des 11. Jahrhunderts – gleichzeitig mit dem Bau der Stadtmauer von Ávila – errichtet. San Andrés liegt nördlich der Stadtmauer im ehemaligen Viertel der Maurer und Steinmetze. Im Jahr 1923 wurde die dem Apostel Andreas geweihte Kirche zum Baudenkmal (Bien de Interés Cultural) (BIC) erklärt. Im Jahr 1985 wurden die Altstadt von Ávila und ihre außerhalb der Stadtmauer gelegenen Kirchen in die Liste des UNESCO-Welterbes aufgenommen.

## Architektur

### Portale
Die beiden Portale der Kirche befinden sich an der West- und Südfassade. Sie sind von Archivolten umgeben, die auf Säulen aufliegen und mit Rundstäben und Rosetten verziert sind. Die Kapitelle der Säulen sind stark beschädigt. Man kann Greife, Hapyien und stilisierte Blätter erkennen. Der Schlussstein der zweiten Archivolte des Südportals ist mit dem Christusmonogramm versehen.

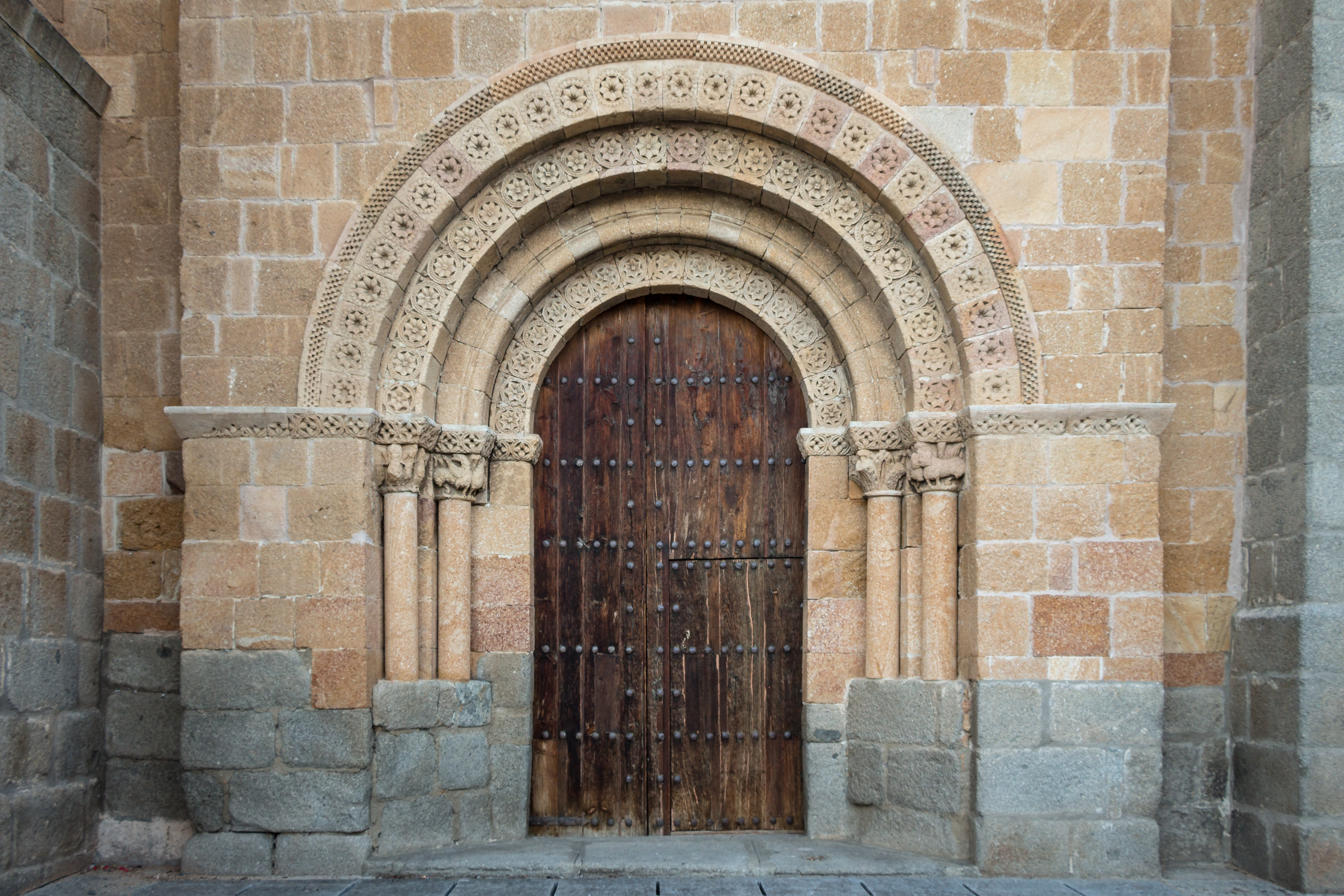
Westportal
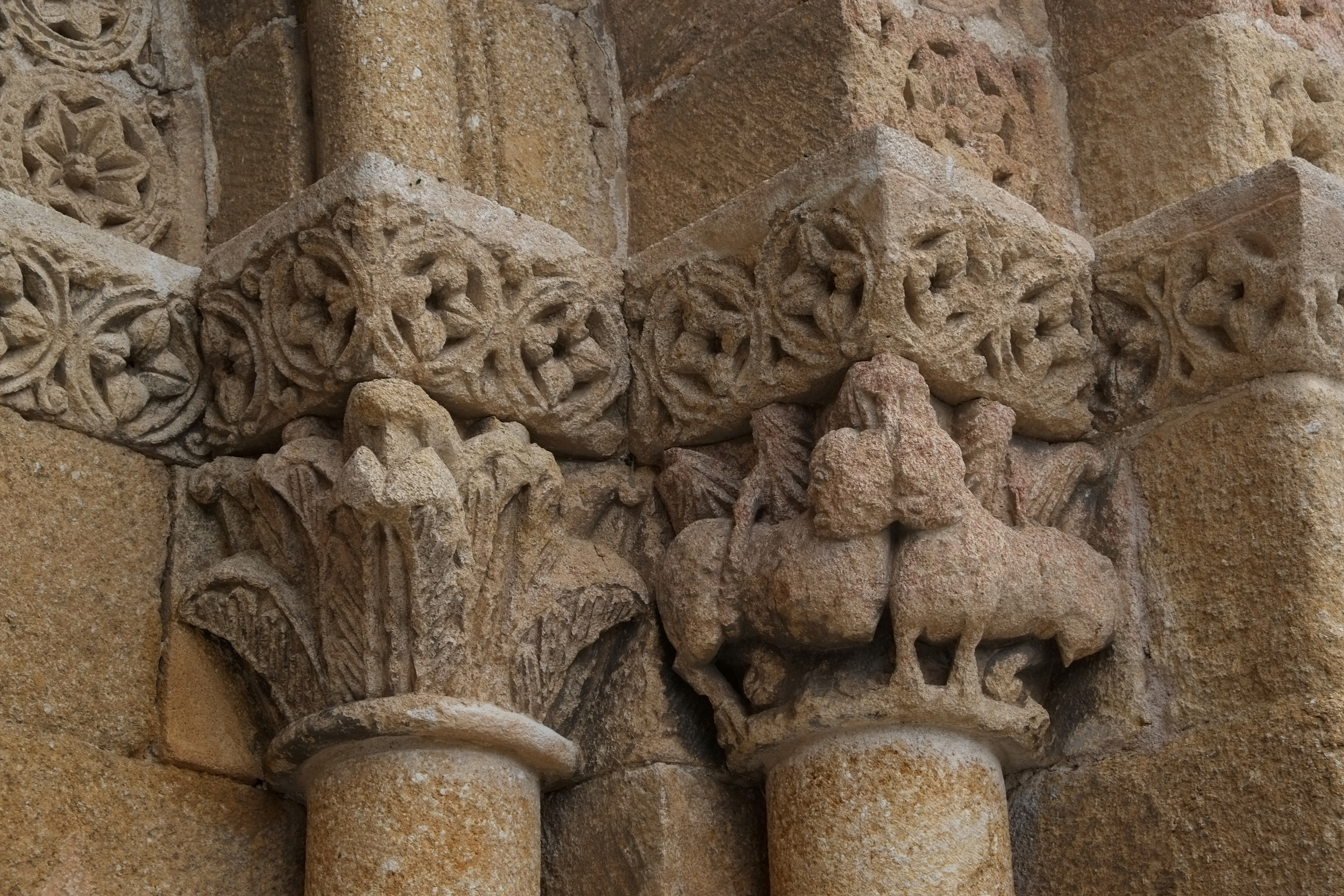
Kapitelle des Westportals
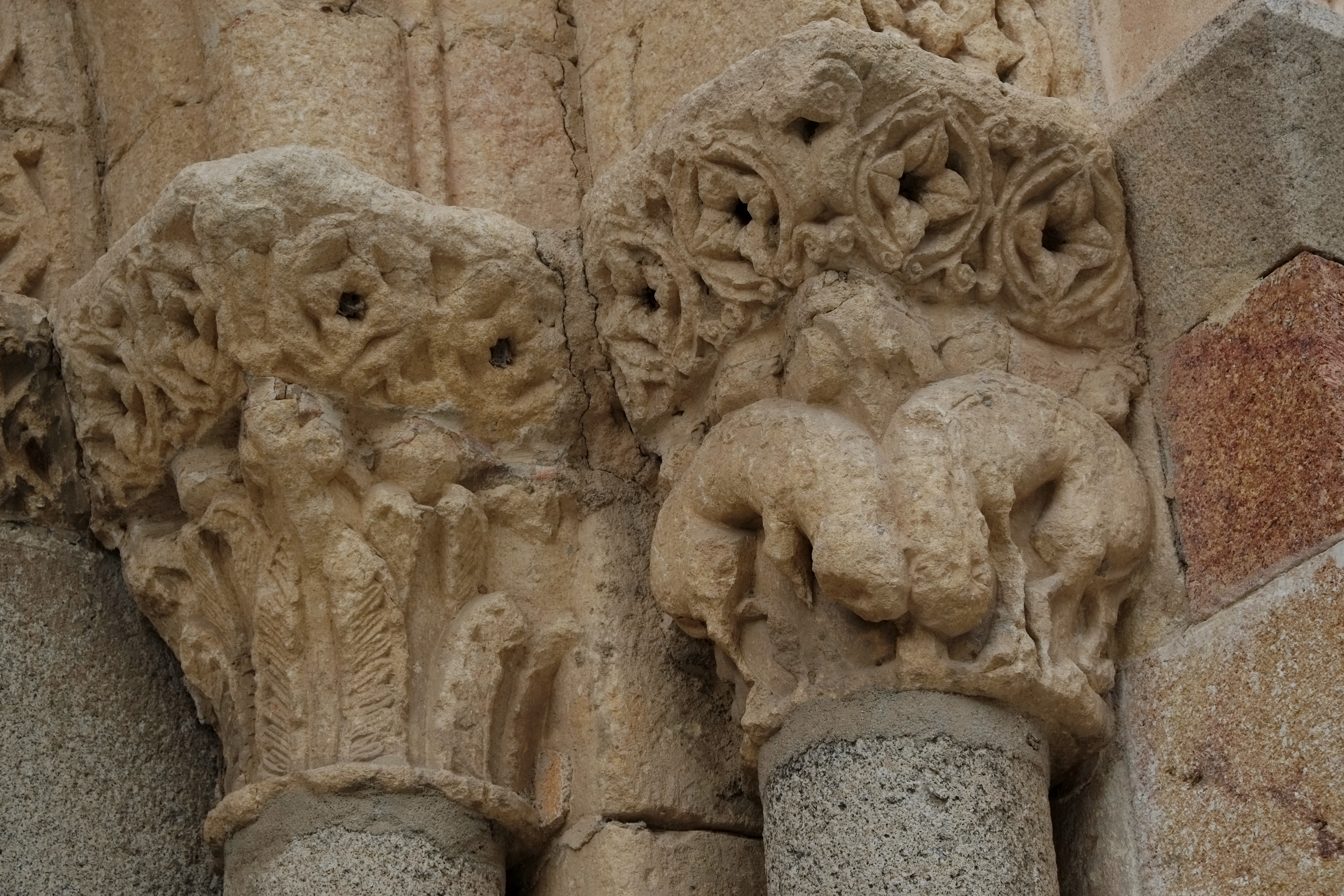
Kapitelle des Südportals
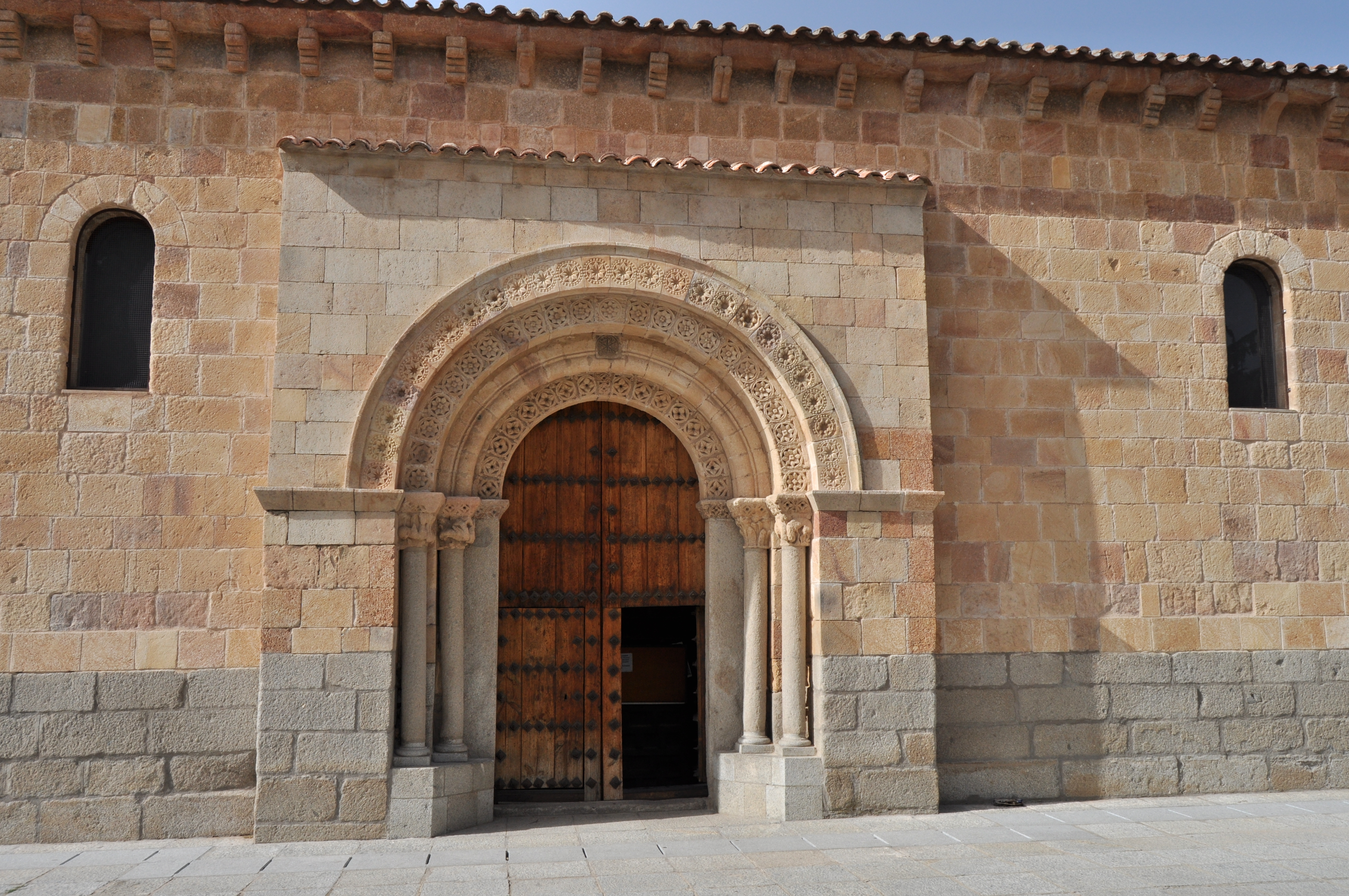
Südportal

### Apsis

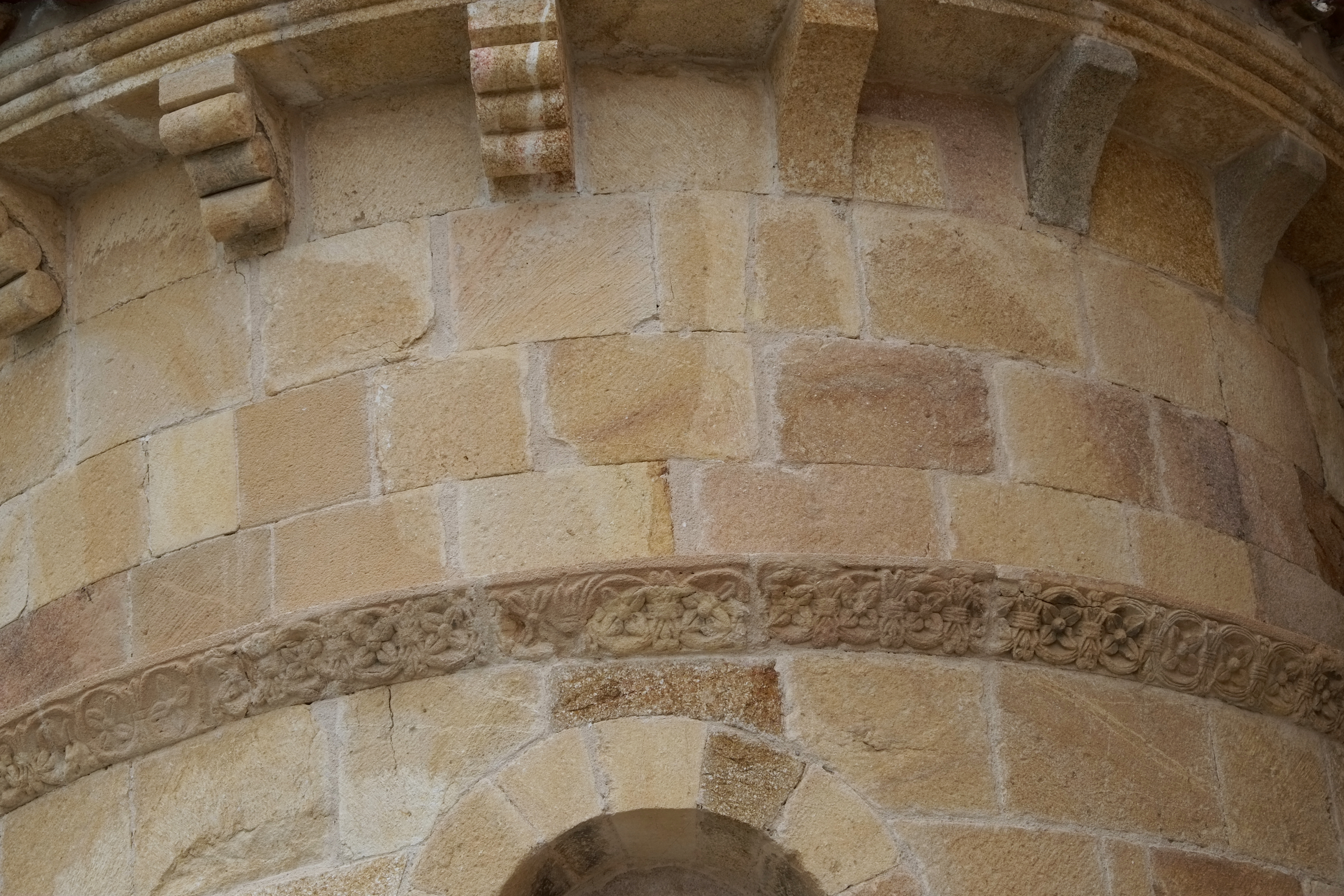
Seitenapsis mit Kragsteinen und Fries

Zwei Dreiviertelsäulen gliedern die Außenmauer der Hauptapsis in drei Felder, die von je einem schmalen, von zwei schlanken Säulen gerahmten Rundbogenfenster durchbrochen sind. Über den Fenstern verläuft ein Würfelfries, der an der südlichen Seitenapsis als Rosettenfries fortgeführt wird. In der Achse der südlichen Seitenapsis ist ein Fenster eingeschnitten. Der Dachansatz ist mit Kragsteinen besetzt, die ursprünglich wie die Kapitelle der Säulen mit Köpfen und Tieren skulptiert waren. Sie wurden zum großen Teil erneuert.

### Innenraum
Das Langhaus ist dreischiffig und in vier Joche gegliedert. Die beiden Seitenschiffe münden direkt in kleine, halbrunde Apsiden. Zwischen dem Mittelschiff und der ebenfalls halbrund geschlossenen Hauptapsis ist ein breites Chorjoch eingefügt. Die Mittelschiffarkaden ruhen auf Pfeilern, denen auf allen vier Seiten Halbsäulen vorliegen. In der Kirche sind zahlreiche Kapitelle mit Darstellungen von Menschen, Tieren und Fabelwesen erhalten.

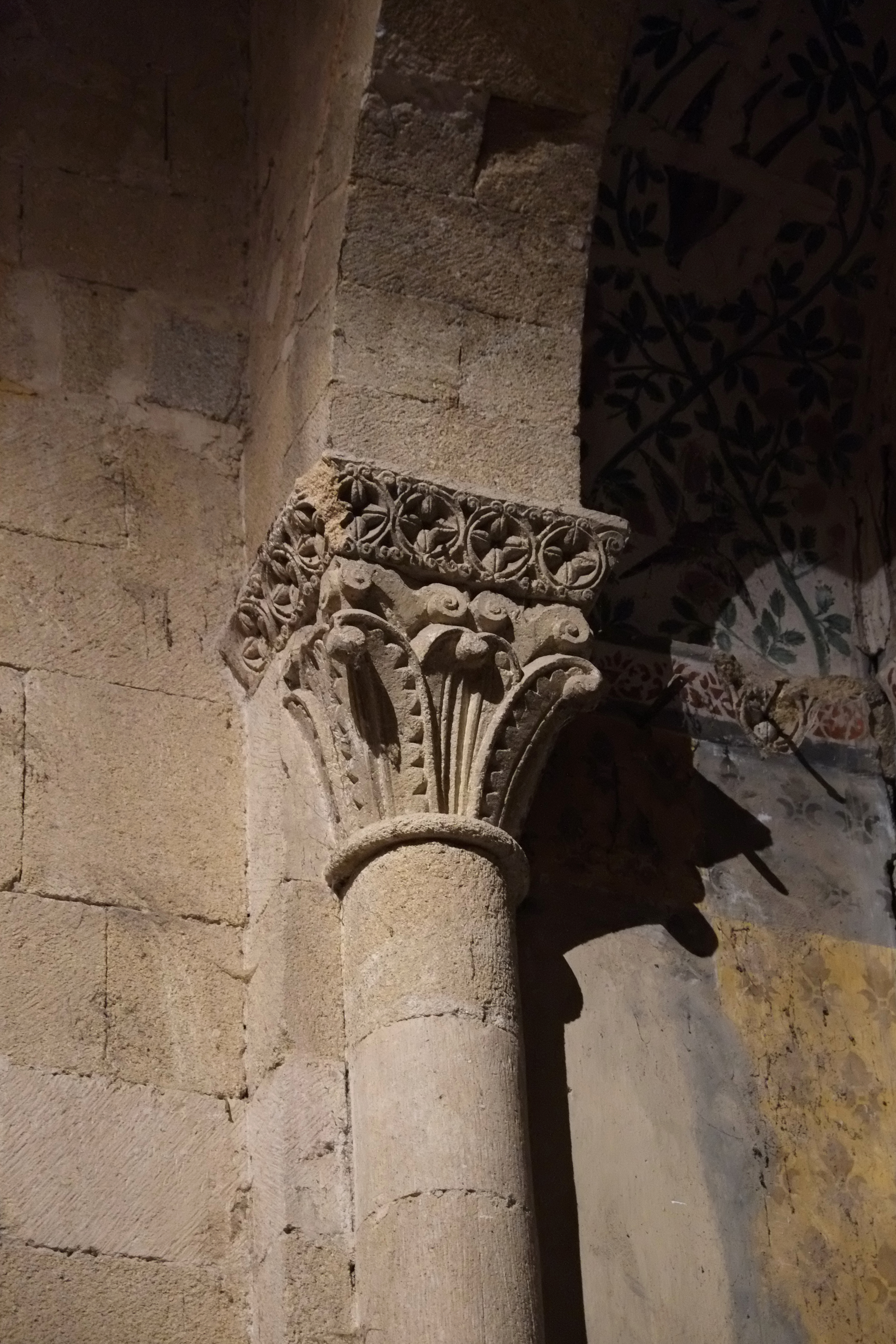
Kapitell
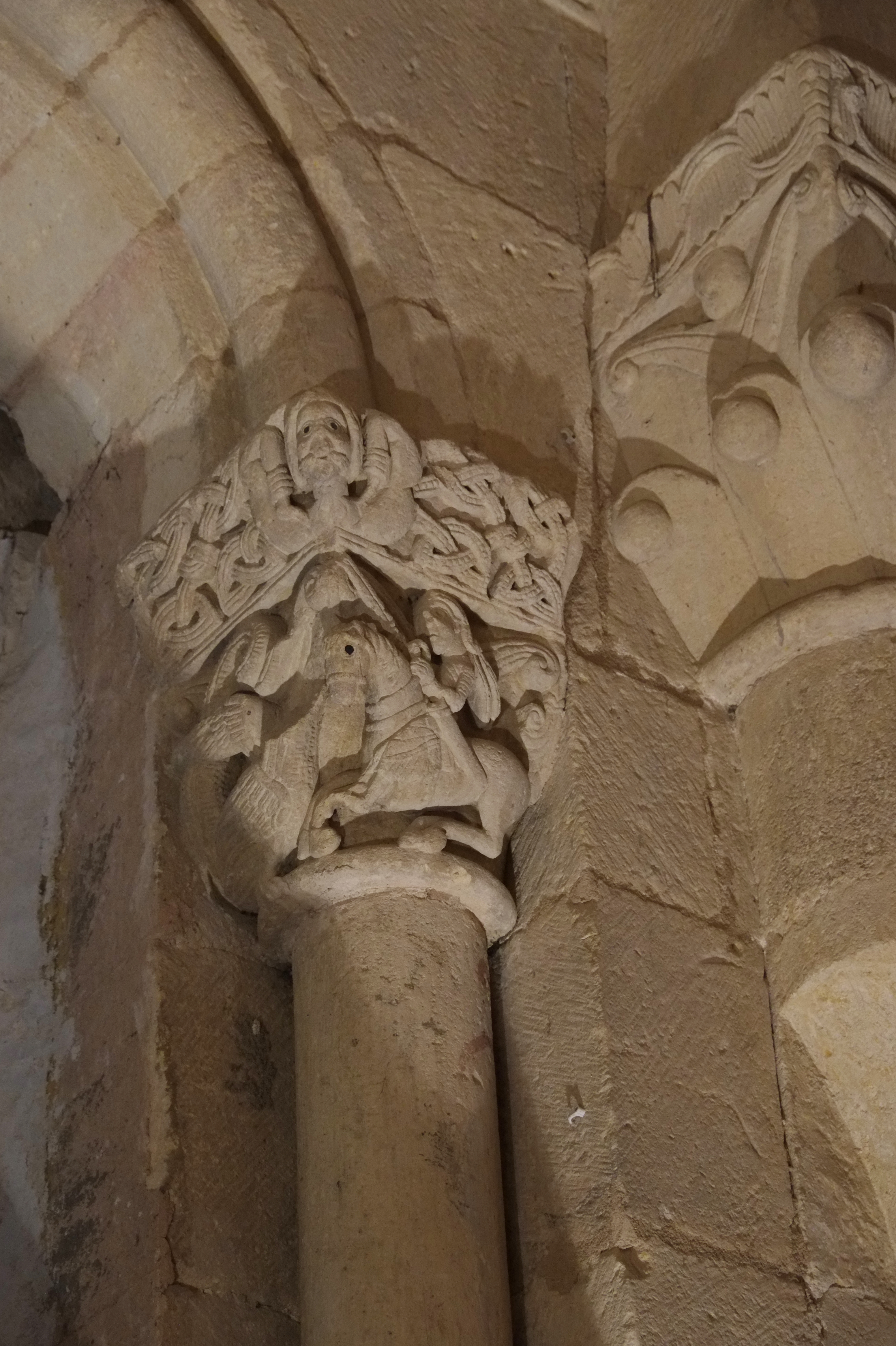
Kapitell
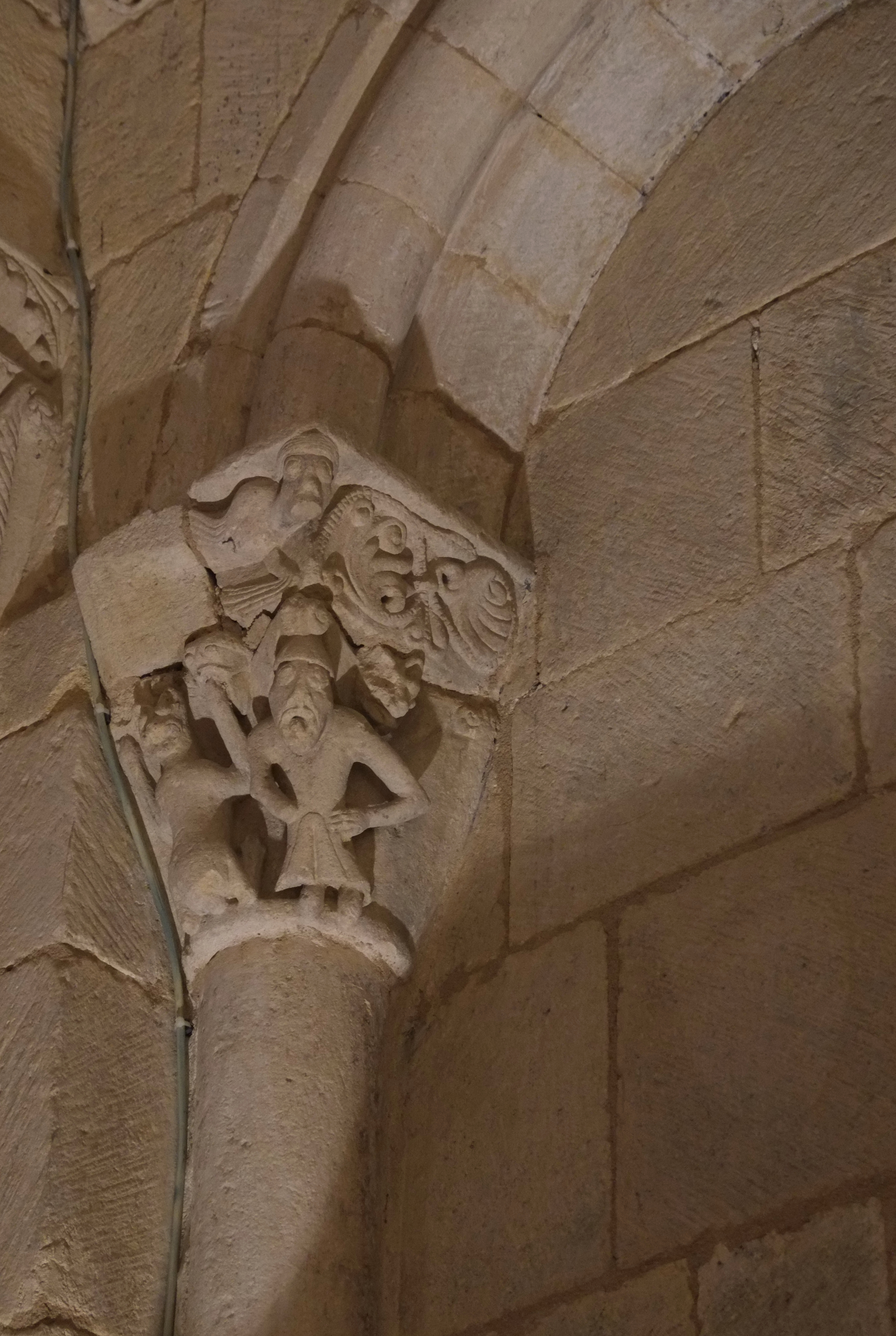
Kapitell

## Ausstattung

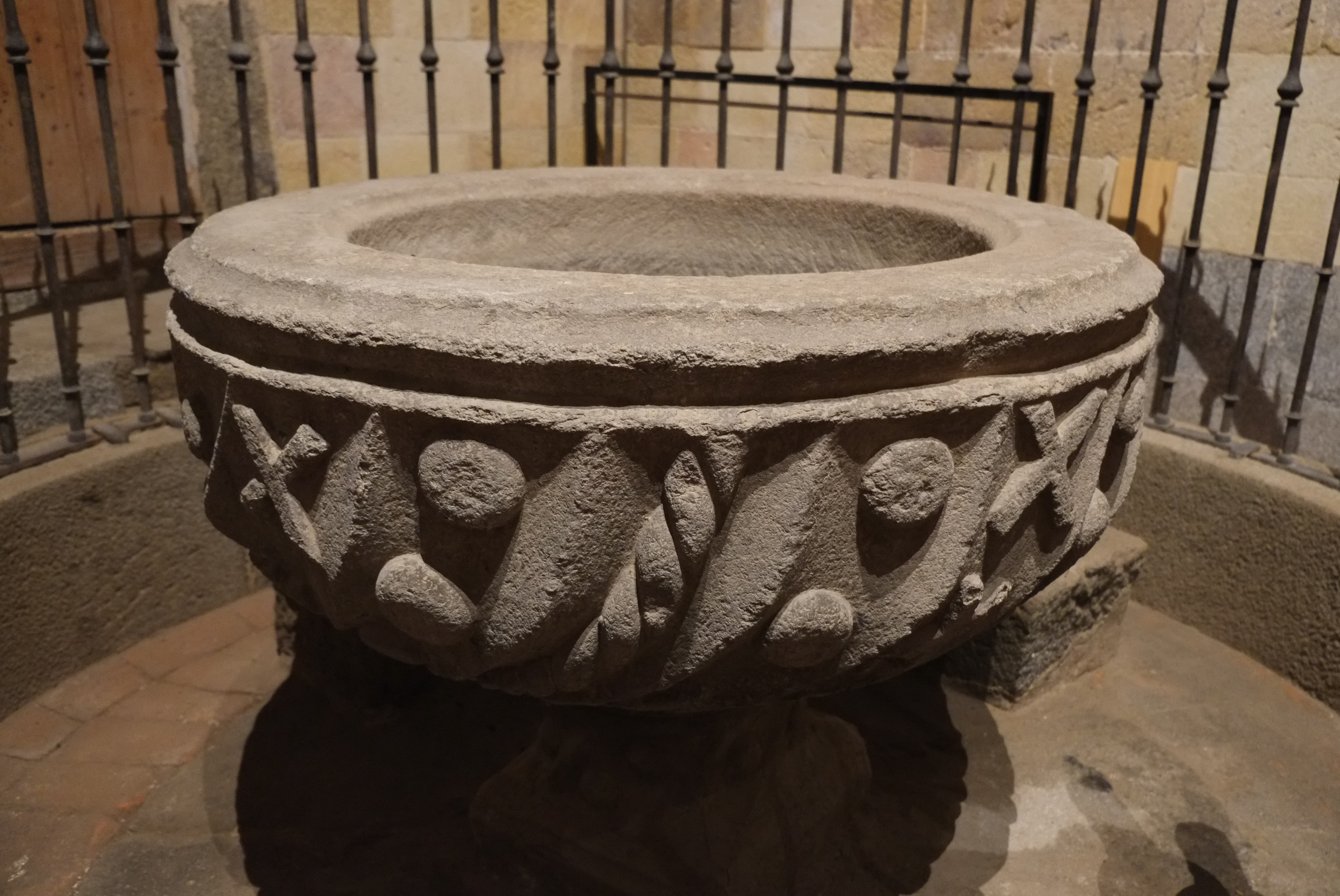
Taufbecken

- In der Kirche ist ein nicht datiertes steinernes Taufbecken mit grob skulptiertem Dekor erhalten.